# Deux Pièces pour violoncelle
Les Deux Pièces pour violoncelles, op. 20 G 61, sont deux pièces pour violoncelle et orchestre du compositeur russe Alexandre Glazounov, écrit en 1888.

## Contexte et création
Alexandre Glazounov compose ses Deux Pièces pour violoncelle en 1888, la même année que son Quatuor à cordes.

## Structure
L'œuvre comprend deux mouvements :
1. Mélodie
2. Sérénade espagnole

## Analyse

### Mélodie
Dans un tempo Moderato et en ré majeur, elle montre l'aisance mélodique du compositeur.

### Sérénade espagnole
Ce mouvement est dans un tempo Allegretto cantabile et en la majeur. Tout aussi mélodique que la pièce no 1, elle est aussi plus conventionnelle et salonnarde.